# Филатов, Николай Михайлович (генерал)
Николай Михайлович Филатов (укр. Мико́ла Миха́йлович Філа́тов; род. 1950) — советский и украинский военачальник, генерал-майор.

## Биография
В 1972 году окончил РВКИУ имени М. И. Неделина. Военную службу начал в 19-й ракетной дивизии как старший оператор, помощник начальника отделения обеспечения боевой готовности, начальник очередной технической смены, старший инженер по анализу и организации работ службы ракетного вооружения, заместитель командира полка по ракетному вооружению, начальник штаба полка, командир полка, начальник штаба дивизии. В 1980 году с отличием окончил командный факультет Военной академии имени Ф. Э. Дзержинского. С 27 ноября 1990 по 9 августа 1994 командир 46-й ракетной дивизии. В 1994—1997 годах занимал должность первого заместителя командующего 43-й ракетной армией. В декабре 1997 года назначен заместителем начальника штаба Военно-воздушных сил Украины и состоял в этой должности до июня 1999 года. В течение 1999-2004 годов являлся заместителем начальника Национальной академии обороны Украины. С мая 2004 по сентябрь 2010 был инспектором Главной инспекции Министерства обороны Украины. 20 октября 2012 избран председателем Всеукраинского объединения организаций РВСН.

### Звания
- генерал-майор.

### Награды
- ордена и медали Советского Союза;
- ордена и медали Украины;
- именной пистолет;
- именной кортик;
- именная сабля.

## Публикации
- Утраченный ракетно-ядерный щит Украины. Издательство «Политехника», 2020. ISBN 978-966-622-979-6.[1]